# Kiri Te Kanawa

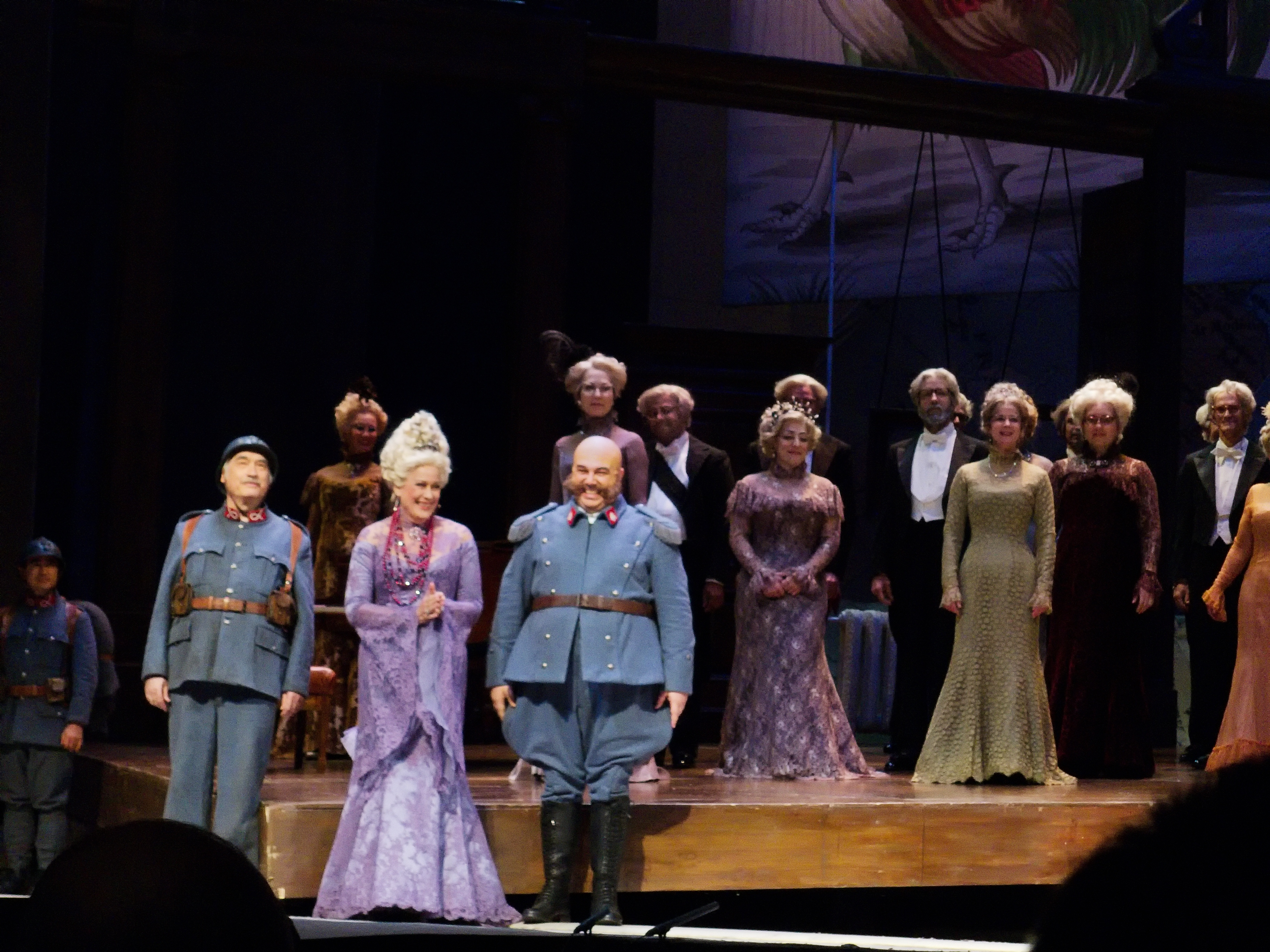
Kiri Te Kanawa en haar medespelers in het Metropolitan Opera House, 24 december 2011

Dame Kiri Janette Te Kanawa (Gisborne, 6 maart 1944) is een Nieuw-Zeelandse operazangeres. 
Te Kanawa werd als Claire Mary Teresa Rawstron geboren te Gisborne op het Noordereiland van Nieuw-Zeeland, als dochter van Tiake (Jack) Wawatai, die was getrouwd met Henerata Te Huia (Apo) Kohere, en Noeleen Rawstron. Haar vader was een Maori en haar moeder van Europese komaf, maar er is maar weinig bekend over haar natuurlijke ouders, doordat ze, vijf weken oud, werd geadopteerd door het echtpaar Atama (Thomas) Te Kanawa en Hellena Janet (Nell) Leece. Tom te Kanawa was een Maori en Nell was, evenals Kiri's biologische moeder, van Europese komaf. Zij noemden hun dochter Kiri, het Maori-woord voor klok. Haar onderwijs genoot ze op het Saint Mary's College in Auckland. In haar tienerjaren was ze een popster, en was ze een populair entertainer in clubs in Nieuw-Zeeland.
Ze leerde opera zingen van Dame zuster Mary Leo Niccol, een bekende Nieuw-Zeelandse opera-coach. Ze begon haar carrière als mezzosopraan, maar ontwikkelde zich tot sopraan. Haar opname van het Nonnenkoor uit de opera Casanova van Johan Strauss behaalde Nieuw-Zeelands eerste gouden plaat.

## Carrière
In 1965 won Te Kanawa de prestigieuze Mobil Song Quest, een wedstrijd waarbij allerlei verschillende zangers (uit de wereld van jazz, pop en klassiek) streden om de hoofdprijs - een beurs om in Londen te studeren.
In 1966 begon ze, zonder auditie, aan het London Opera Centre, en studeerde onder begeleiding van James Robertson. Haar eerste rol was die van Tweede dame in Die Zauberflöte. Na een aantal andere rollen was het haar rol als Idamante in Wolfgang Amadeus Mozarts Idomeneo die haar een driejarig contract bezorgde met het Royal Opera House in Covent Garden. Zij zong met veel succes in verschillende rollen, en haar naam werd bekend. Ze trad in 1971 voor het eerst op in de Verenigde Staten op een operafestival in New Mexico in de rol van de gravin in Le nozze di Figaro. Deze rol speelde ze opnieuw in Covent Garden en in 1972 in de San Francisco Opera. Ze had haar debuut in de Metropolitan Opera in 1974 als Desdemona in Otello, waarbij ze op het laatste moment de rol van de zieke Teresa Stratas overnam.
In de jaren erna speelde ze in opera's over de hele wereld, alsook Donna Elvira in Joseph Loseys film Don Giovanni uit 1979.
In 1981 zong ze tijdens de bruiloft van prins Charles en Diana Spencer.
Te Kanawa trad in 2010 terug uit de operawereld, in de rol van Marschallin in Richard Strauss' Der Rosenkavalier bij de Oper Köln. In september 2017 maakte ze bekend dat ze niet meer in het openbaar optreedt; die beslissing daaroe had ze overigens al een jaar daarvoor genomen.
In 2013 speelde zij de rol van de Australische sopraan Nellie Melba in het vierde seizoen van de Britse dramaserie Downton Abbey.
Kiri Te Kanawa beëindigde haar loopbaan in september 2017 met een concert in Ballarat bij Melbourne, Australië.

## Eerbewijzen
Te Kanawa heeft veel eretitels ontvangen:
- Dame Commandeur in de Orde van het Britse Rijk (1982)
- Lid in de Orde van Australië (1990)
- Orde van Nieuw-Zeeland 1995

Daarnaast heeft ze verschillende eredoctoraten van de volgende universiteiten in het Verenigd Koninkrijk:
- Universiteit van Cambridge
- Universiteit van Dundee
- Universiteit van Durham
- Universiteit van Nottingham
- Universiteit van Oxford
- Universiteit van Sunderland
- Universiteit van Warwick

alsook van drie universiteiten in de rest van de wereld, namelijk Chicago, Auckland en Waikato.
Voorts is ze honorary fellow van Somerville College, Oxford en Wolfson College, Cambridge. Ze is de beschermvrouwe van Ringmer Community College, een school in het zuidoosten van Engeland.
Op 12 juni 2008 nam ze de Oeuvreprijs Edison Klassiek in ontvangst tijdens het Edison Klassiek Gala in de Ridderzaal te Den Haag.

## Discografie
- 1985 - Kiri Blue Skies met het Nelson Riddle Orchestra, uitgegeven door Decca, 414 661-1
- 2003 - Kiri, Maori Songs, EMI Classics

## Noot
1. ↑  The Telegraph, geraadpleegd op 23 september 2017. Gearchiveerd op 3 december 2021.

- Bibsys: 98055243
- Biblioteca Nacional de España: XX869262
- Bibliothèque nationale de France: cb13895841t (data)
- CiNii: DA04025590
- Gemeinsame Normdatei: 119554410
- International Standard Name Identifier: 0000 0001 1471 2250
- Library of Congress Control Number: n82032430
- Nationale Bibliotheek van Letland: 000084500
- MusicBrainz: 1a78bb97-ad86-4f89-b4b4-cc10953103c3
- Nationale Bibliotheek van Tsjechië: js20020225021
- Nationale bibliotheek van Australië: 36097336
- Nationale Bibliotheek van Israël: 987007309461005171
- Nationale en Universitaire bibliotheek Zagreb: 000045074
- Nederlandse Thesaurus van Auteursnamen: 071196498
- LIBRIS: 209807
- SNAC: w67w703z
- Système universitaire de documentation: 070221847
- Museum of New Zealand Te Papa Tongarewa: 6265
- Trove: 1211816
- Virtual International Authority File: 42025635
- WorldCat: E39PCjxFrJdvmDxmPW739KbgqP